# Томаш Кшиштоф Качмарек
Томаш Кшиштоф Качмарек, якого в ЗМІ називають «агент Томек» (пол. Tomasz Krzysztof Kaczmarek; нар. 15 серпня 1976 у Вроцлаві) — польський політик, офіцер поліції Польщі та Центрального антикорупційного бюро Польщі (ЦАБ), депутат 7 каденції Сейму Республіки Польща.
Пов'язаний з гучними операціями ЦАБ, проти Беати Савіцької та Вероніки Марчук, та найбільш відомий по операції проти Александера Квасневського, що проходила на віллі в Казімеж-Дольному.

## Біографія

### Юність і служба в поліції
В юності займався плаванням. Брав участь у чемпіонаті Польщі серед юніорів, на якому виграв чотири срібні медалі, та у чемпіонаті серед дорослих, програвши у фіналі олімпійському плавцю Рафалу Шукалі. У 1995 році у 19-річному віці, Качмарек розпочав службу в поліції Польщі. На посаді офіцера, працював у різних відділах, у тому числі як оперативник у відділі, створеному для боротьби з викраденням автомобілів. У 2002 році почав служити в Центральному бюро розслідувань поліції де працював оперативником під прикриттям (як агент). У 2006 році закінчив соціологію у Вроцлавському університеті, отримавши ступінь магістра, захистивши дисертацію на тему «Charakterystyka socjologiczna złodziei samochodów».
У 1998 році у Вроцлаві Томаш Качмарек став учасником ДТП, в якій загинула 27-річна жінка. Керуючи службовим автомобілем у неробочий час, він перевищив швидкість (він повинен був їхати зі швидкістю 110—150 км/год), і його машина зіткнулася з іншим автомобілем. Суд засудив Томаша Качмарека до одного року позбавлення волі з відстрочкою виконання вироку на два роки випробувального терміну, визнавши, що водій іншого автомобіля також сприяв спричиненню аварії (виїхав на перехрестя на червоне світло).

### Офіцер ЦАБ
У 2006 році перейшов на службу до новоствореного Центрального антикорупційного бюро, де в операціях діяв під вигаданими іменами Томаша Малецького або Томаша Пьотровського. У 2009 році отримав звання «Людина року» за версією «Газети Польської» (нагороду отримав у 2011 році). За час його роботи в ЦБА стали відомими три справи, в яких він діяв під прикриттям.
Як Томаш Пьотровський, під вигаданою особистістю будівельного підприємця, брав участь у таємній операції проти тодішнього депутата від «Громадянської платформи» Беати Савіцької у зв'язку зі спробами фальсифікацій державного тендеру та подальшим отриманням за це 50 тис. злотих у вигляді хабаря. Беата Савіцька була затримана 1 жовтня 2007 року, а 16 жовтня 2007 року (за кілька днів до парламентських виборів) частина оперативних матеріалів була представлена на конференції, організованій головою ЦБА Маріушем Камінським. У своїй заяві, опублікованій наступного дня, а також у своїх подальших поясненнях під час кримінального процесу, Беата Савіцька стверджувала, що була навмисно втягнута в корупційну ситуацію, Томаш Качмарек діяв нестандартно, та нібито спокусив її і маніпулював нею за допомогою відвертих особистих текстових повідомлень, подарунків (у тому числі букета троянд з перлами), поцілунків та спільних романтичних вечерь. Провадження у справі про перевищення службових повноважень працівниками бюро було припинено у 2010 році у зв'язку з невстановленням ознак кримінального злочину та визнанням того, що посадові особи бюро діяли в межах закону. У травні 2012 року судовий розгляд кримінальної справи Беати Савицької у першій інстанції завершився винесенням вироку, яким колишню депутатку було засуджено до 3 років позбавлення волі. У квітні 2013 року Апеляційний суд Варшави змінив оскаржуваний вирок і юридично виправдав Беату Савіцьку, постановивши, що оперативні прийоми та методи, які використовували співробітники ЦБА, були незаконними.
Під залегендованою особистістю Томаша Малецького, він брав участь в оперативній розробці Вероніки Марчук, актриси і адвоката, яку затримали 23 вересня 2009 року у зв'язку з отриманням хабара і запланованим отриманням ще одного хабара в обмін на допомогу в організації запланованої приватизації одного з видавництв. Вероніка Марчук, яка з'явилася в телевізійній програмі «Teraz my!» через місяць, надала свою версію подій (вказавши, що вона діяла в рамках своєї професійної діяльності). Вона також стверджувала, що агент ЦБА, який працював над нею, намагався її спокусити. У 2011 році розслідування проти Вероніки Марчук було припинено у зв'язку з відсутністю в її діях складу злочину.
В операції «будинок Кваснєвського» в Казімеж-Дольному Качмарек діяв паралельно з попередньою справою — використовував те ж ім'я і «біографію» Томаша Малецького багатого бізнесмена, який шукає своє місце в Польщі. Згідно з повідомленнями ЗМІ, які цитують, зокрема, міністра юстиції Анджея Чуму, ця справа була спрямована проти колишнього президента Александра Кваснєвського та його дружини Йоланти Кваснєвської, які нібито володіли віллою, записаною на іншу особу. Це нібито зробив президент компанії «Будімекс» Марек Міхаловський, власник вілли, про яку йде мова, та який був другом родини Кваснєвських. Томаш втерся в довіру до Марії Я., яка керувала будинком Міхаловського, провів у будинку Різдво і заявив, що «настільки вражений, що хоче його купити». Томаш передав Міхаловському портфель з 1,5 мільйонами злотих, які вони не вказали в угоді купівлі-продажу для уникнення оподаткування. ЦБА вважало, що він поїде з грошима до Йоланти Кваснєвської і там вони здійснять арешт. Але цього не сталося і ця вілла залишилася у власності ЦБА.
У вищезгаданих випадках, діючи під прикриттям, він удавав заможного бізнесмена, який користується, серед іншого, розкішними автомобілями та дорогим одягом. У пізніших інтерв'ю Томаш Качмарек заперечував, що спокушав Беату Савіцьку і Вероніку Марчук. Він стверджував, що саме обидві жінки робили йому корупційні пропозиції. Заяви Беати Савіцької про такі методи також заперечував Маріуш Камінський. Останній публічно хвалив роботу Томаша Качмарека, оцінював його як одного з найкращих агентів ЦБА і вважав його дії правильними, стверджуючи, серед іншого, що справа в Казімеж-Дольному могла призвести до звинувачення Йоланти Кваснєвської в податковому шахрайстві.

### Діяльність після виходу з ЦБА

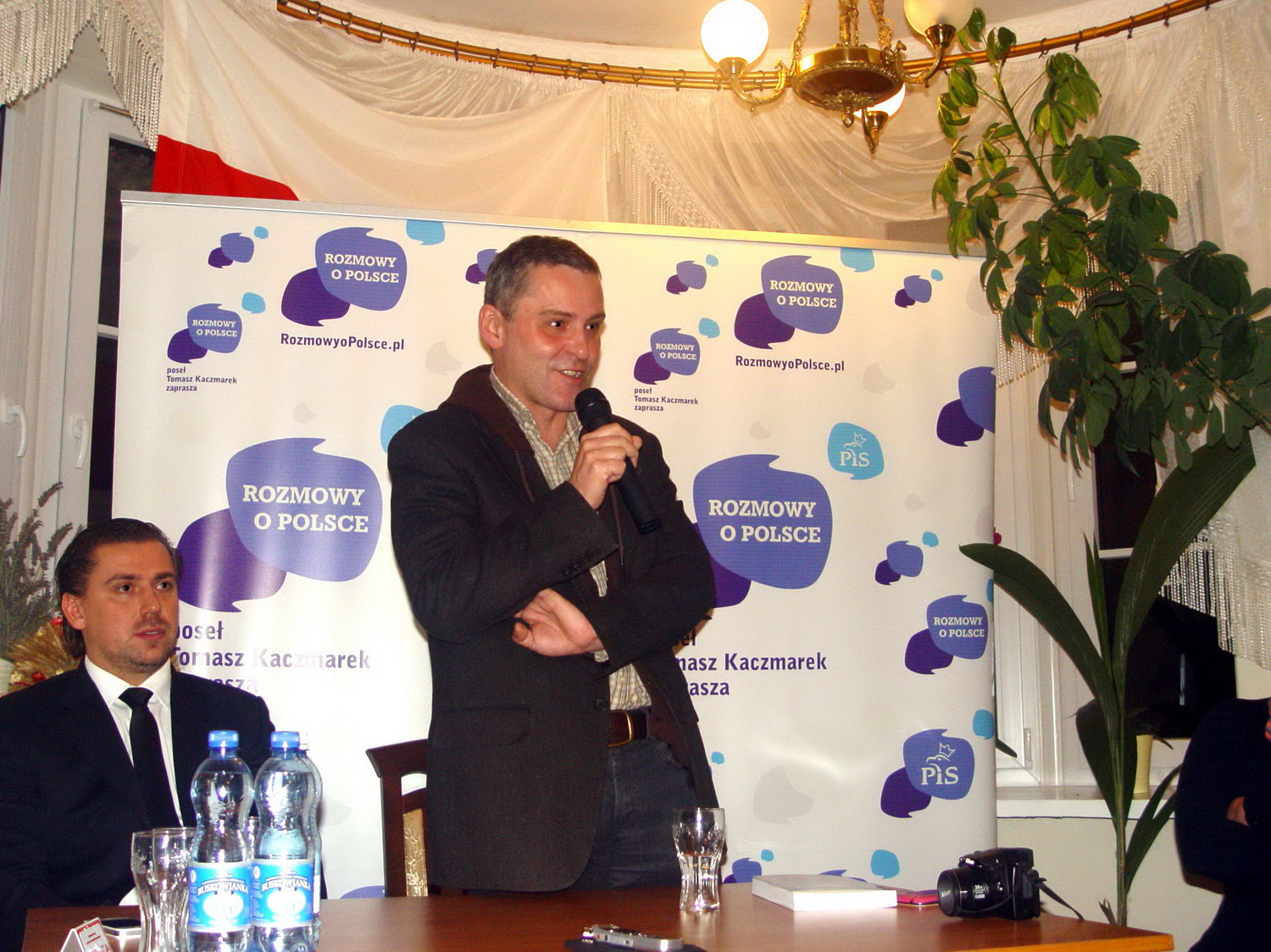
Томаш Качмарек і Цезарі Гмиз під час зустрічі в Бусько-Здруї (10 листопада 2013 р.)

У 2010 році, після зміни керівництва ЦБА, Томаш Качмарек був переведений на офісну роботу, після чого вийшов на пенсію. У 2011 році разом з партнерами заснував компанію бізнес-аналітики. Після звільнення зі служби в ЦБА він став публічною особою, з'являючись у ЗМІ та даючи інтерв'ю, беручи участь в ініціативах, організованих «Газетою Польською». У 2010 році у варшавському видавництві «Wydawnictwo Apit» вийшла книга «Agent Tomek: Spowiedź» — інтерв'ю Пьотра Крисяка з Томашем Качмареком. Після його публікації представники прокуратури оголосили про початок підготовчого провадження у справі про можливе розголошення державної таємниці. Також у 2010 році у видавництві Świat Książki вийшла книга «Przykrywkowcy. Agent Tomasz i inni» Сильвестра Латковського і Пьотра Питлаковського, яка своєю назвою відсилає до професійної діяльності Томаша Качмарека та його медійного псевдоніму.
На виборах 2011 року він отримав місце в парламенті від партії «Право і справедливість», отримавши 4332 голоси в окрузі Кельце. До партії не вступив. У грудні 2013 року був виключений з парламентської фракції «Право і справедливість», що сталося після оприлюднення записів розмови, в якій він нібито погрожував побити стільцем чоловіка своєї партнерки. У січні 2014 року він вийшов з фракції, ставши позафракційним депутатом, а в лютому 2015 року оголосив про складання депутатських повноважень (термін яких мав закінчився лише 6 березня).
19 лютого 2020 року він був затриманий за наказом прокурора Регіональної прокуратури в Білостоці за звинуваченням в участі в організованій злочинній групі, привласненні близько 10 мільйонів злотих, шахрайстві у зв'язку з наданням грантів на суму близько 39 мільйонів злотих, а також відмивання грошей на суму 2 мільйони злотих. Звинувачення були пов'язані з його діяльністю в Європейському центрі соціальної підтримки Helper. Після внесення застави в розмірі 500 тис. злотих його звільнили з-під варти. У квітні 2023 року апеляційний суд у Білостоці вирішив, що його справу розглядатиме окружний суд в Ольштині.
На початку 2020 року Качмарек виступив проти свого керівництва, звинувативши тодішнього голову ЦАБ Маріуша Камінського у тиску на нього. Водночас він вибачився перед Квасневськими. В червні 2021 року прокуратура висунула проти Качмарека звинувачення у створенні неправдивих доказів, даванні неправдивих свідчень (коли відкликав свої попередні претензії щодо вілли у Казімеж-Дольному) і неправдивих звинуваченнях.
17 листопада 2023 року Качмарек дав свідчення у прокуратурі Ольштину проти свого колишнього керівництва, звинувативши тодішнього голову ЦАБ Маріуша Камінського та його заступника Мацея Вонсіка у передачі журналістам секретних документів. «Агент Томек» заявив, що на прохання Камінського та Вонсіка, а також колишнього голови ЦБА Ернеста Бейди мав передавати надсекретні документи журналістам, які підтримують партію «Право і справедливість» (ПіС). Качмарек зазначив, що діячі «ПіС», використовуючи прослуховування телефонних розмов і знаючи про плани політичних опонентів, «пристосували свої методи до дій, щоб обеззброїти ідеї своїх конкурентів». Даючи свідчення, він клопотав про надання йому статусу коронного свідка.
В його останньому інтерв'ю «Gazeta Wyborcza» Качмарек розповів, що однією з «оперативних цілей» «агента ЦБА Томека» була Кінга Русін телеведуча комерційного телеканалу TVN. Качмарек сказав, що його завданням було проникнути в середовище TVN, спровокувати людей, які виступають на шоу, на компрометуючу поведінку, щоб знищити імідж телеканалу.

## Особисте життя
За повідомленнями ЗМІ, його партнеркою у 2011 році була оглядачка «Газета польська» Катажина Ґуйська, яка також брала участь у його передвиборчій кампанії перед парламентськими виборами. Пізніше його дружиною стала Катажина Качмарек.